# Автодорога A6 (Латвия)
А6 — государственная автомобильная дорога высшей категории в Латвии, проходящая по маршруту Рига — граница Белоруссии (Патарниеки) (на территории Белоруссии переходит в автодорогу Р20 на Витебск). Является частью Европейских коммуникационных сетей (TEN-T). На участке Рига — Екабпилс также является частью европейского маршрута E 22.
Общая протяжённость дороги составляет 306,5 км. Среднесуточный объём движения (AADT) составил в 2020 году 5125 автомобилей в сутки. Дорога имеет асфальтовое и асфальтобетонное покрытие. Текущее ограничение скорости составляет 90 км/ч, но в летние месяцы на отдельных участках разрешенная скорость повышается до 100 км/ч.
Начиная в Риге до перекрестка ул. Расас - является 6-ти полосной дорогой, по 3 полосы в каждую сторону. От перекрестка ул. Расас до конца города Огре (со стороны Кегумса) - 4-ёх полосная дорога, и после Огре до посёлка Ницгале - 2-ух полосная. От Ницгале трасса вновь становится 4-ёх полосной (единственная протяженная многополосная трасса вне Рижского района), и длится не доезжая границы города Даугавпилс, и уходит в объезд города, которая уже 2-ух полосная и таковой длится до границы с Беларуси.
На своём протяжении дорога A6 проходит через города Саласпилс, Икшкиле, Огре, Кегумс, Лиелварде, Кокнесе, Екабпилс, Ливаны, Краславу. Пересекает реки Огре, Персе, Айвиексте, Нерету, Дубну, Индрицу, и дороги A7, A8, A10 в Риге, A4, A5 в Саласпилсе, P10 в Икшкиле, P8 в Кегумсе, P32 в Скривери, P79, P80 возле Кокнесе, P37, P78 возле Плявиняса, A12, P75, P76 в Екабпилсе, P63 в Ливаны, P64 в Ницгале, A13, E 262 возле Даугавпилса, P61, P62, P69 в Краславе.